# Pfarrkirche Sandleiten

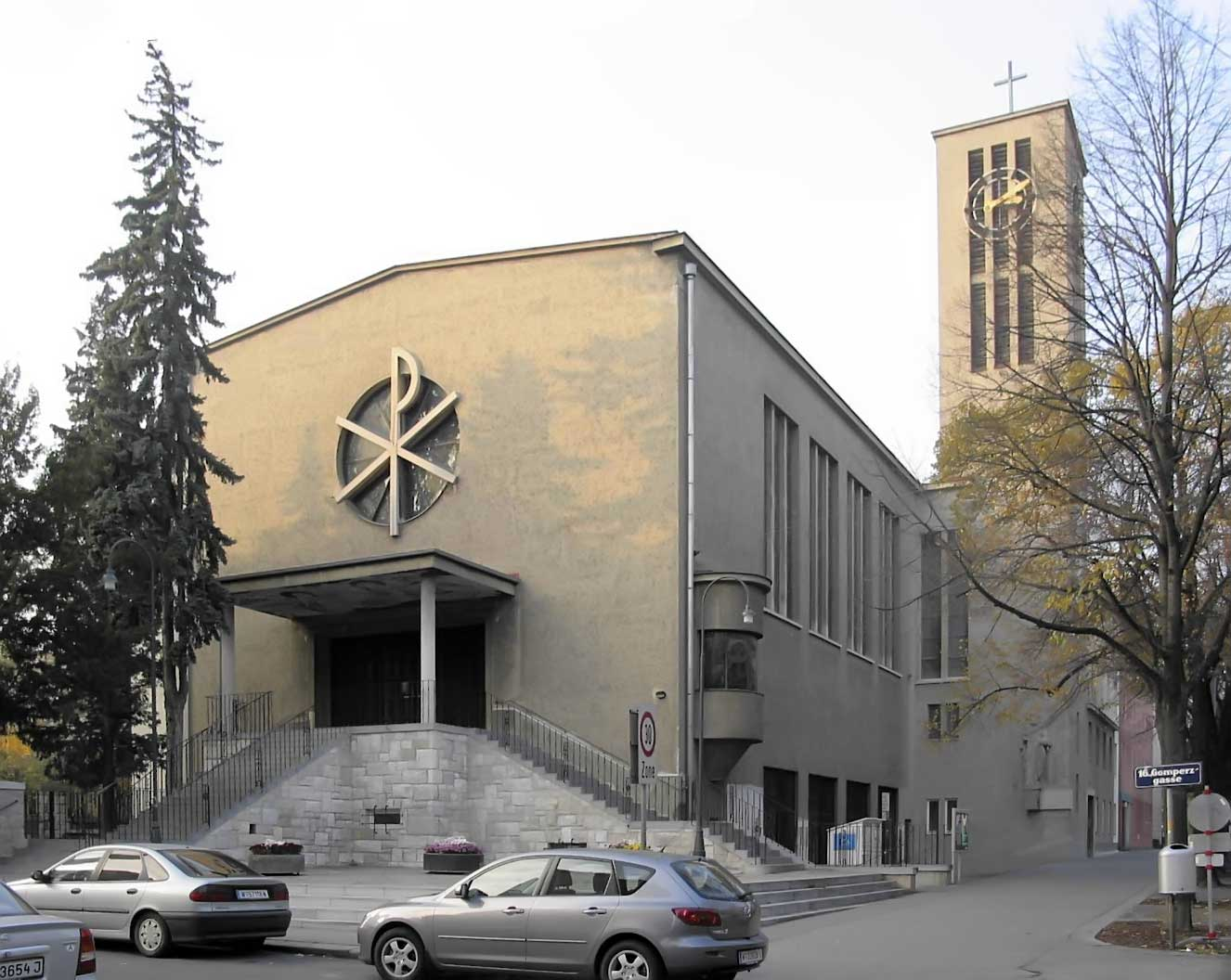
Kirche St. Josef

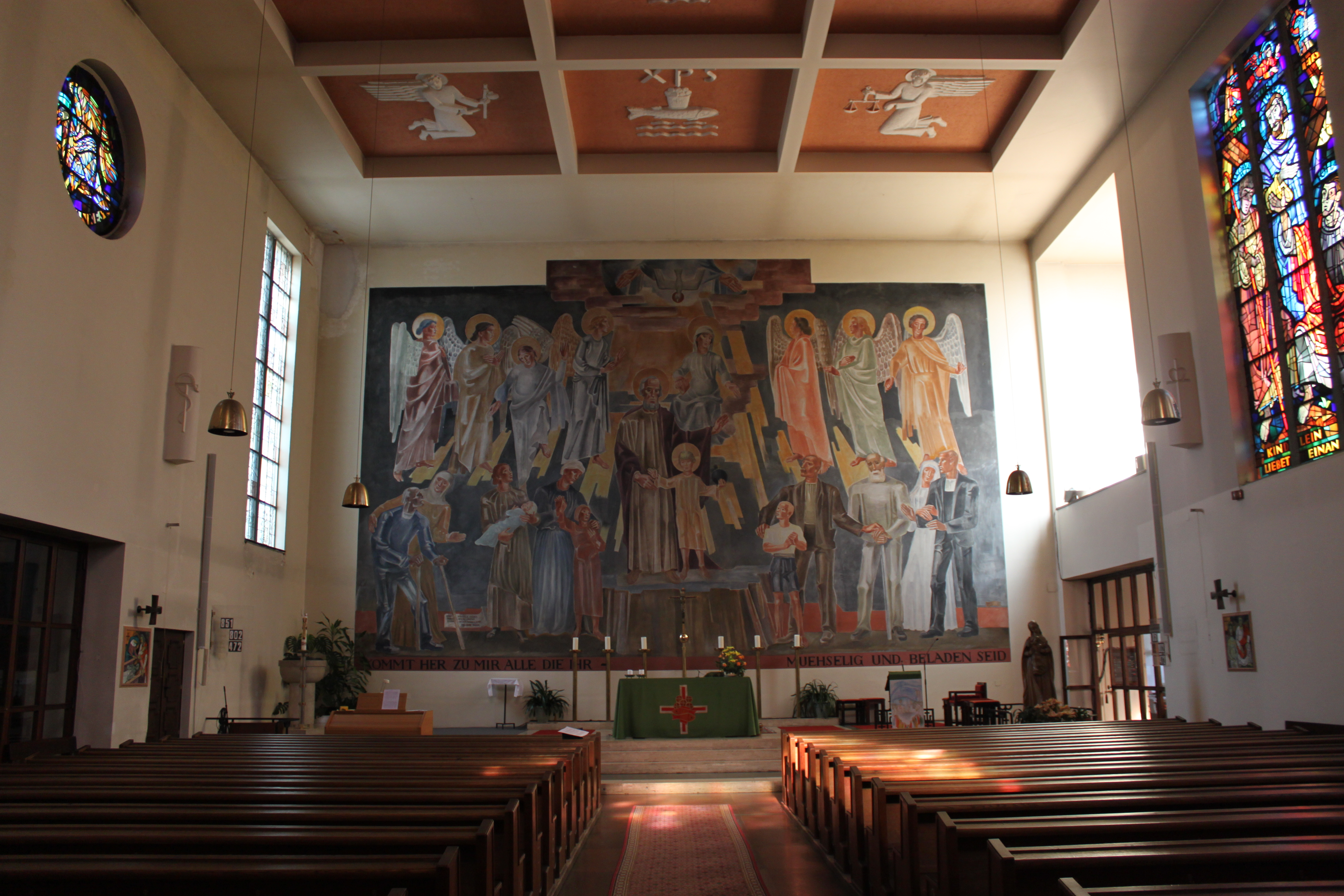
Innenraum

Die Pfarrkirche Sandleiten (auch: Arbeiterkirche Sandleiten) ist eine römisch-katholische Pfarrkirche im 16. Wiener Gemeindebezirk Ottakring. Sie wurde von 1935 bis 1936 im Zuge der Kirchenbauoffensive des austrofaschistischen Regimes nach Plänen von Josef Vytiska errichtet.

## Geschichte
Dem katholisch geprägten Regime des österreichischen Ständestaates war es angelegen, die Gemeindebauten, die das eher antiklerikal orientierte „Rote Wien“ 1923 bis 1933 errichtet hatte, durch katholische Pfarrkirchen zu erschließen. Teil dieser Bemühung war die Errichtung dieses St. Josef (dem Arbeiter) gewidmeten Stahlbetonskelettbaus im Bereich des Sandleitenhofs, der größten kommunalen Wohnhausanlage der Zwischenkriegszeit. 1939 wurde die Kirche zur Pfarrkirche erhoben. Sie ist denkmalgeschützt.

## Architektur und Ausstattung
Das Portal der Pfarrkirche Sandleiten ist erhöht über zahlreiche Stufen erreichbar und mit einer Überdachung aus Beton versehen. Darüber befindet sich ein Rundfenster mit einem Christusmonogramm. Der Turm der Kirche liegt an deren Ostseite, er beherbergt die Glocken und trägt die Uhr. Sein Dach ist ähnlich der Form des Kirchendaches flach gehalten.
Das Fresko St. Josef, Schutzherr und Helfer der Bedrängten stammt ebenso wie das Relief Schweißtuch der hl. Veronika von Hans Andre, Glasfenster und Mosaike wurden von Karl Hauk und Albert Paris Gütersloh geschaffen.

## Orgel

### Geschichte

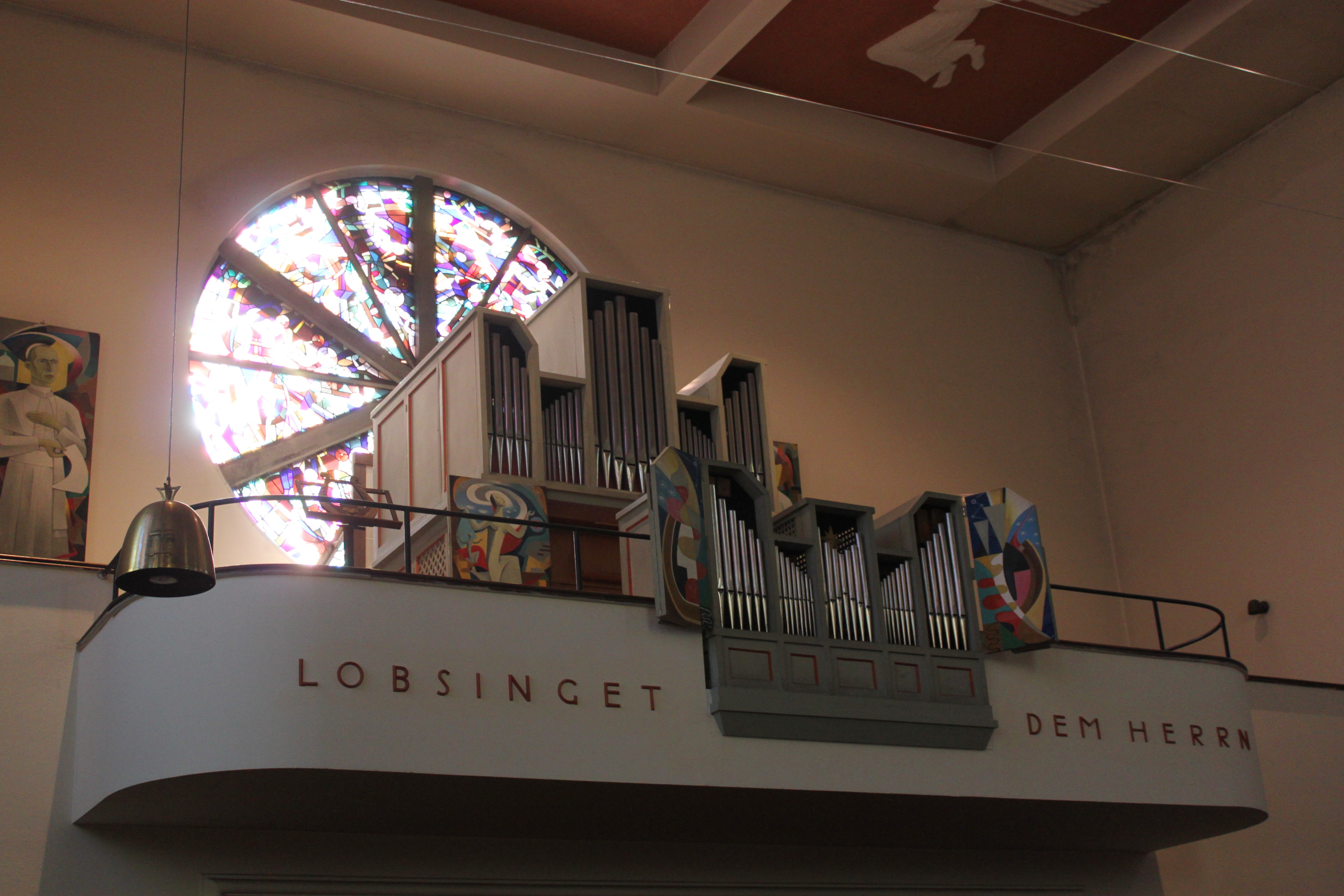
Orgel der Pfarrkirche Sandleiten

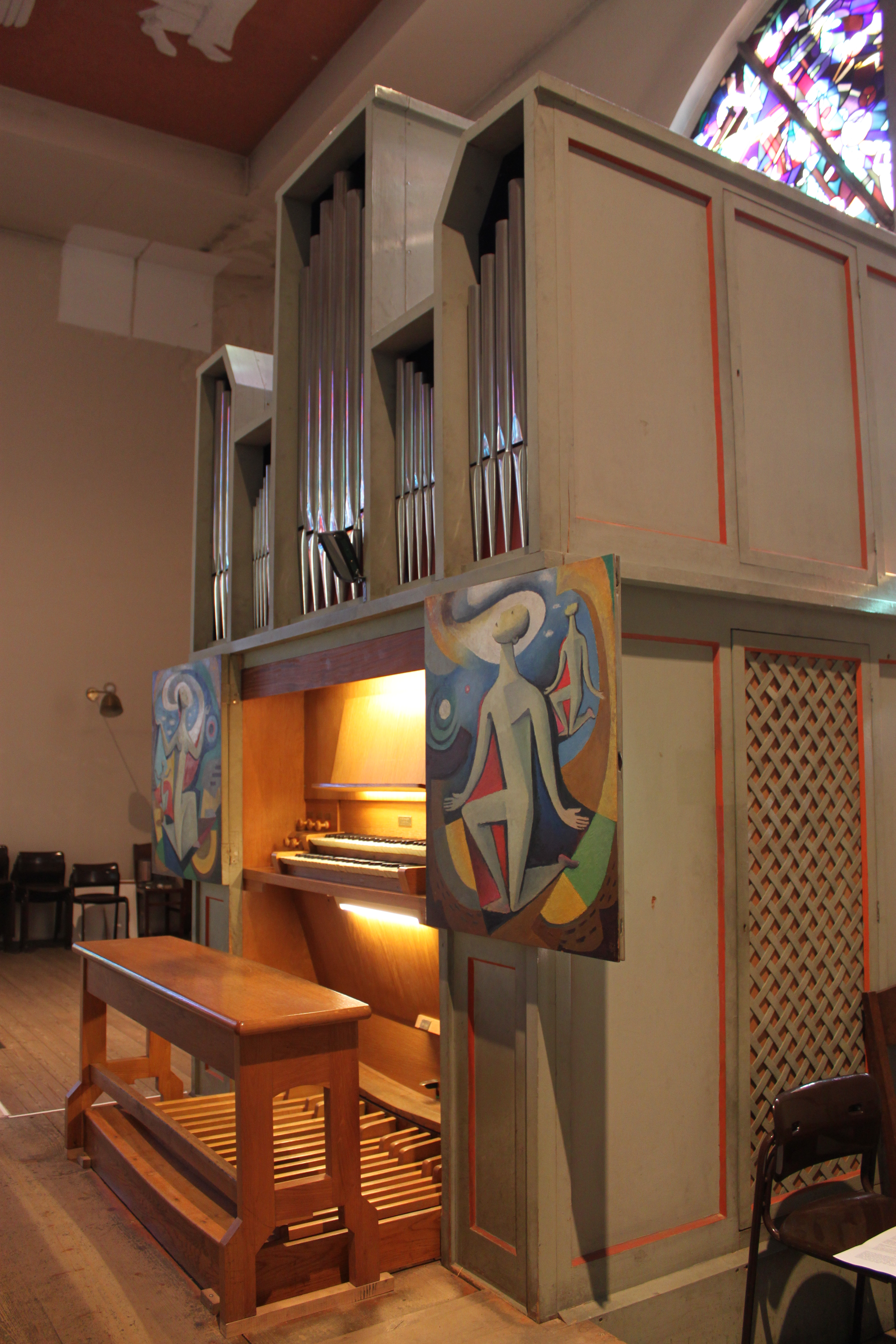
Hauptgehäuse und Spielschrank

Die Orgel der Pfarrkirche Sandleiten wurde von der Orgelbaufirma Pirchner als eine der ersten mit mechanischer Traktur ausgestatteten Orgeln nach der Periode des pneumatischen Orgelbaues errichtet und verfügt über 14 Register auf 2 Manualen und Pedal. Sie ist eine Dauerleihgabe der Universität für Musik und darstellende Kunst Wien, wo sie zunächst in einem Vortragssaal in der Singerstraße 26 und ab 1966 in der Seilerstätte 26 aufgestellt war. Zur Jahrtausendwende wollte man in das bildnerisch anspruchsvoll gestaltete Gehäuse ein neues Orgelwerk einbauen, entschloss sich aber aus Respekt vor dem Wirken Anton Heillers, der jahrelang an dieser Orgel unterrichtet und später bekannt gewordene Organisten ausgebildet hatte, das Instrument als Ganzes zu erhalten und in einer Kirche der Öffentlichkeit als Klangdenkmal wahrnehmbar zu machen. Dafür bot sich die Pfarrkirche Sandleiten an, da die Bemalungen der Orgel stilistisch nicht weit von den Kunstwerken der Kirche entfernt sind und sie sich auch in der Nähe von Heillers Geburts-, Wohn- und Sterbehaus in der Heuberggasse 26 befindet.

### Disposition
| II Hauptwerk C–g3 |       |
| Rohrflöte         | 8′    |
| Prinzipal         | 4′    |
| Waldflöte         | 2′    |
| Sesquialtera 2f.  | 2 ⁄3′ |
| Mixtur 4f.        | 1 ⁄3′ |

| I Rückpositiv C–g3 |       |
| Gedackt            | 8′    |
| Rohrflöte          | 4′    |
| Prinzipal          | 2′    |
| Nasat              | 1 ⁄3′ |
| Scharf 3f.         | 1′    |
|                    |       |
|                    |       |

| Pedal C–f1 |     |
| Subbass    | 16′ |
| Oktavbass  | 8′  |
| Choralbass | 4′  |
| Fagott     | 16′ |

- Koppeln: I/II, I/P, II/P.

## Glocken
|   | Ton  | Gewicht | Gießer                    | Gussjahr |
| - | ---- | ------- | ------------------------- | -------- |
| 1 | ais´ | 373 kg  | Glockengießerei Pfundner  | 1936     |
| 2 | c´´  | 239 kg  | Glockengießerei Grassmayr | 1993     |
| 3 | d´´  | 175 kg  | Glockengießerei Pfundner  | 1956     |